# Nils Hellsten
Nils Hellsten (Estocolmo, 7 de outubro de 1885 — Estocolmo, 14 de novembro de 1963) foi um ginasta sueco que competiu em provas de ginástica artística.
Hellsten é o detentor de uma medalha olímpica, conquistada na edição britânica, os Jogos de Londres, em 1908. Nesta ocasião, competiu como ginasta na prova coletiva. Ao lado de outros 37 companheiros, conquistou a medalha de ouro, após superar as nações da Noruega e da Finlândia.